# Arthrostylidiinae
Arthrostylidiinae Soderstr. & R.P.Ellis, 1988 è una sottotribù di piante bambù appartenente alla famiglia delle Poacee (sottofamiglia Bambusoideae).

## Etimologia
Il nome della sottotribù deriva dal suo genere tipo Arthrostylidium Rupr., 1839 il cui nome è formato da tre parole greche: "arthron" (= articolazione), "stylos" (= colonna, stile, gambo) e "-ideum" (= simile). Tale nome probabilmente si riferisce alla facile disarticolazione della rachilla.
Il nome scientifico della sottotribù è stato definito inizialmente nel 1929 dal botanico sudamericano (nato in Scozia) John William Bews (1884 - 1938) perfezionato in seguito dai botanici contemporanei Thomas Robert Soderstrom (1936-1987) e R.P. Ellis nella pubblicazione "Grass Systematics and Evolution: an international symposium held at the Smithsonian Institution, Washington, D.C." del 1986.

## Descrizione

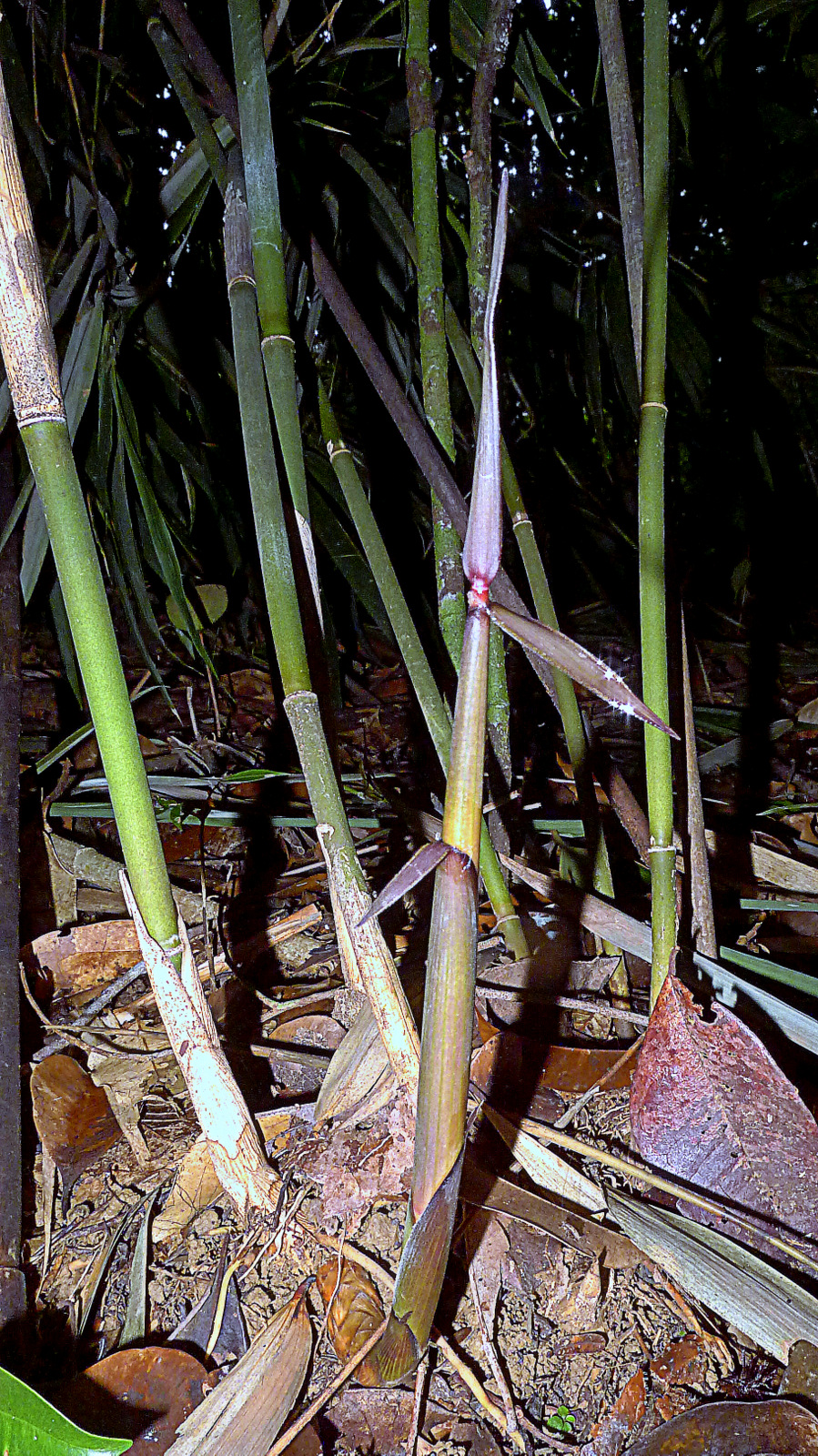
Il portamento
Merostachys procerrima

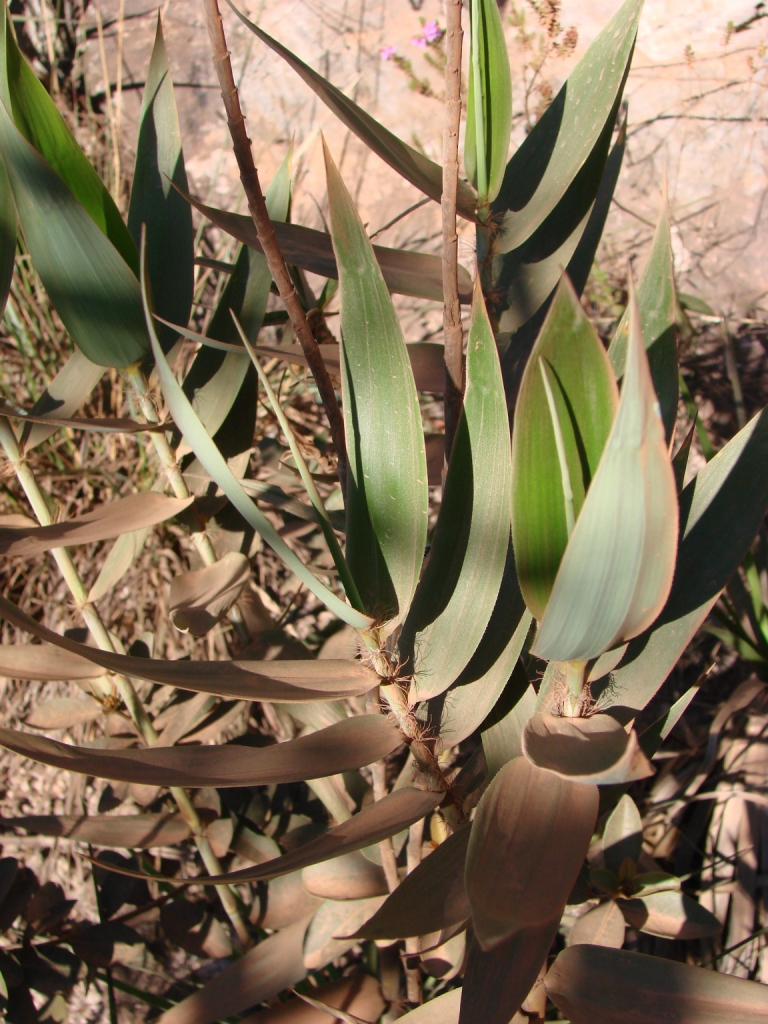
Le foglie
Aulonemia effusa

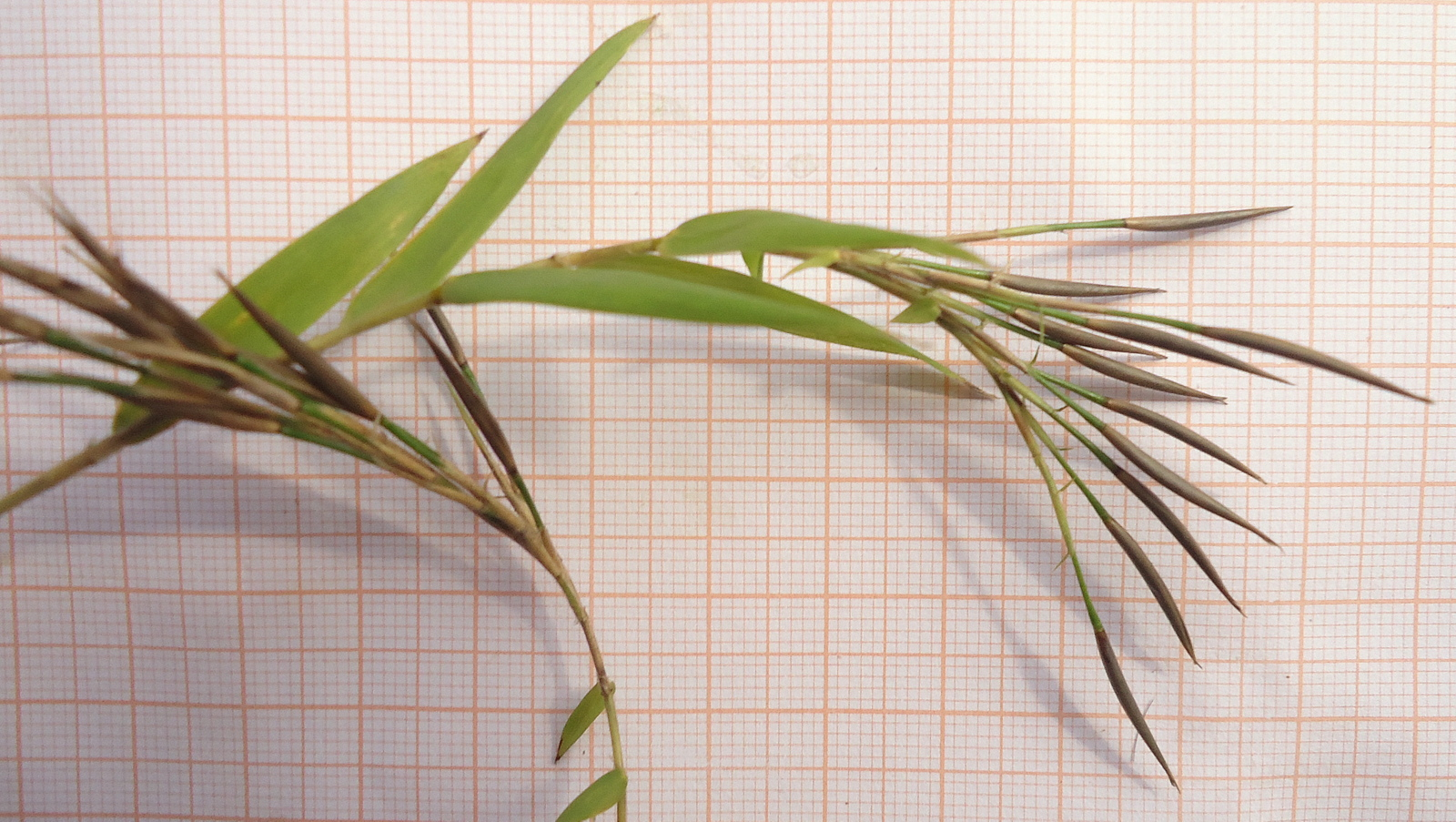
Infiorescenza
Atractantha falcata

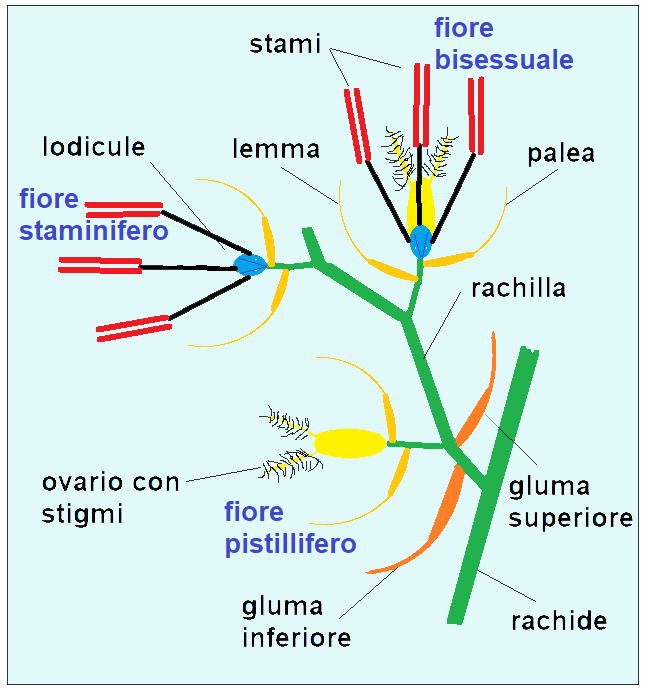
Spighetta generica con tre fiori diversi

Il portamento delle specie di questa sottotribù è arbustivo con culmi, alti fino a 4,5 metri e con portamento eretto, pendente o rampicante. Le radici in genere sono del tipo fascicolato derivate da rizomi corti e spessi (di tipo pachimorfo). Gli internodi  hanno delle forme affusolate; nei culmi sono legnosi e cavi. Lo sviluppo dei rami (uno per nodo o assenti come in Glaziophyton o a forma di ventaglio come in Actinocladum, oppure oltre a 100 in Alvimia) è acropeto (o anche bidirezionale), ossia i culmi raggiungono la loro piena altezza senza produrre rami ma solo foglie; in seguito dai culmi si originano dei rami e foglie di fogliame, iniziando dalla base o dal centro della pianta e procedendo in modo acropeto o bidirezionale.
Le foglie lungo il culmo sono disposte in modo alterno, sono distiche e si originano dai vari nodi. Sono composte da una guaina, una ligula e una lamina. Le venature sono parallelinervie (quelle trasversali sono visibili e distinte). La forma delle lame in genere è Glossario botanico#lanceolata e appuntita. Sulla superficie della lama fogliare della cera è distribuita in modo diseguale, lasciando sul lato abassiale uno stretto settore marginale con cera nulla o ridotta. Il mesofillo (strato interno della foglia tra le due epidermidi) nelle regioni intercostali è formato da fibre sclerechimatiche. La venatura mediana (o centrale) è formata da un unico fascio vascolare. In alcune specie (Glaziophyton) le foglie possono essere mancanti; in questo caso la funzione fotosintetica è trasferita alla guaina e al culmo. Alcune guaine hanno dei padiglioni auricolari e sono fimbriate. Nelle foglie sono presenti delle ligule esterne.
- Foglie del fogliame: le foglie del fogliame si presentano con delle strutture fimbriate ben sviluppate. In Actinocladum le foglie sui rami terminali sono più larghe di quelle sottostanti e spesso sono riflesse (arcuate). Sono presenti dei pseudo-piccioli scuri. In Colanthelia le guaine a volte sono auricolate.

Infiorescenza principale (sinfiorescenza o semplicemente spiga): le infiorescenze sono per lo più ramificate ed hanno la forma di una grande pannocchia chiusa o aperta. Nell'infiorescenza sono presenti delle brattee. I "profilli" (particolari brattee a protezione dell'infiorescenza) hanno in genere delle forme triangolari.
- Infiorescenza secondaria (o spighetta): le spighette, sessili o pedicellate (quelle fertili) e compresse lateralmente con forme lanceolate, sono composte da alcuni fiori (fino a 15) sottesi da due brattee chiamate glume (inferiore e superiore). Alla base di ogni fiore sono presenti due brattee: la palea e il lemma. Le spighette possono terminare all'apice (posizione distale) con un fiore sterile. In Glaziophyton in ogni spighetta è presente un fiore sterile e due fertili. La disarticolazione avviene sotto ogni fiore fertile. 
  - Glume: le glume con forme da ovate a lanceolate, sono persistenti e più corte delle spighette, sono scariose e prive di ciglia; la superficie ha 3 venature longitudinali. In Cambajuva le glume sono appuntite. In "Arthrostylidium" e Aulonemia le glume variano da 1 a 3.
  - Lemma: i lemmi hanno delle forme da ovate a lanceolate, sono scariosi (o a consistenza cartacea) e privi di ciglia e di ali; la superficie ha 7 venature longitudinali. In Cambajuva i lemmi sono appuntiti.
  - Plaea: la lunghezza delle palee è simile a quelle dai lemmi; sono scariose con 2 venature longitudinali. Sono inoltre carenate.

I fiori fertili sono attinomorfi formati da 3 verticilli: perianzio ridotto, androceo  e gineceo.
- Formula fiorale:[8]
  - , P 2, A (1-)3(-6), G (2–3) supero, cariosside.
- Il perianzio è ridotto e formato da tre lodicule, delle squame, poco visibili (forse relitto di un verticillo di 3 sepali). Le lodicule hanno una consistenza membranosa.
- L'androceo è composto da 2 - 3 stami (6 stami in Elytrostachys) ognuno con un breve filamento libero, una antera e due teche. Le antere sono basifisse con deiscenza laterale. Il polline è monoporato.
- Il gineceo è composto da 3-(2) carpelli connati formanti un ovario supero. L'ovario, glabro o pubescente all'apice, ha un solo loculo con un solo ovulo subapicale (o quasi basale). L'ovulo è anfitropo e semianatropo e tenuinucellato o crassinucellato. Lo stilo, breve, è unico con due stigmi papillosi.

I frutti sono del tipo cariosside, ossia sono dei piccoli chicchi indeiscenti, ovoidali o subglobosi, nei quali il pericarpo è formato da una sottile parete che circonda il singolo seme. In particolare il pericarpo, carnoso e succulento, è fuso al seme ed è aderente. L'endocarpo non è indurito e l'ilo è lungo e lineare. L'embrione è provvisto di epiblasto. I margini embrionali della foglia si sovrappongono. La fessura scutellare è assente. In Actinocladum il rivestimento del seme è libero dal pericarpo (che è fragile).

## Biologia
- Impollinazione: in generale le erbe delle Poaceae sono impollinate in modo anemogamo. Gli stigmi piumosi sono una caratteristica importante per catturare meglio il polline aereo.
- Riproduzione: la fecondazione avviene fondamentalmente tramite l'impollinazione dei fiori (vedi sopra).
- Dispersione: i semi cadendo (dopo aver eventualmente percorso alcuni metri a causa del vento –dispersione anemocora) a terra sono dispersi soprattutto da insetti tipo formiche (disseminazione mirmecoria).

## Distribuzione e habitat
La distribuzione di questa sottotribù è relativa al Nuovo Mondo e raccoglie il 48% della diversità generica dei bambù americani. L'habitat usuale delle specie di Arthrostylidiinae si trova soprattutto nelle foreste pluviali-tropicali del Brasile, ma anche nelle foreste andine a 3.000 m s.l.m. di quota.

## Tassonomia
La famiglia di appartenenza di questa sottotribù (Poaceae) comprende circa 799 generi e oltre 9.000 specie. É una delle famiglie più numerose e più importanti del gruppo delle monocotiledoni. La famiglia è suddivisa in 12 sottofamiglie, la sottotribù Arthrostylidiinae è descritta al'interno della sottofamiglia Bambusoideae (tribù Bambuseae).

### Generi
La sottotribù si compone di 16 generi e 202 specie:
- Actinocladum McClure ex Soderstr. (1 specie, Actinocladum verticillafum (Nees) Soderstrom)
- Alvimia C.E.Calderón ex Soderstr. & Londoño (3 spp.)
- Arthrostylidium Rupr. (29 spp.)
- Athroostachys Benth. (2 spp.)
- Atractantha McClure (5 spp.)
- Aulonemia Goudot (47 spp.)
- Aulonemiella L.G.Clark, Londoño, C.D.Tyrrell & Judz. (2 spp.)
- Cambajuva P.L.Viana, L.G.Clark & Filg. (1 sp., Cambajuva ulei (Hack.) P.L.Viana, L.G.Clark & Filg.)
- Colanthelia McClure & E.W.Sm. (11 spp.)
- Didymogonyx (L.G.Clark & Londoño) C.D.Tyrrell, L.G.Clark & Londoño (2 spp.)
- Elytrostachys McClure (2 spp.)
- Filgueirasia Guala (2 spp.)
- Glaziophyton Franch. (1 sp., Glaziophyton mirabile Franch.)
- Merostachys Spreng. (59 spp.)
- Myriocladus Swallen (13 spp.)
- Rhipidocladum McClure (22 spp.)

### Filogenesi
All'interno della tribù Bambuseae le Arthrostylidiinae formano con la sottotribù Guaduinae un "gruppo fratello". Questi due gruppi condividono un particolare tipo di papille (rifrangenti) delle cellule epidermiche fogliari (una probabile sinapomorfia per questa coppia) e potrebbero essersi generate parallelamente da qualche antenato del Vecchio Mondo (forse le Melocanninae del clade paleotropicale della tribù Bambuseae). Insieme con la sottotribù Chusqueinae formano il clade dei bambù boscosi neotropicali (tetraploidi).
La monofilia di Arthrostylidiinae è ben sostenuta oltre che dai dati molecolari, anche dai seguenti caratteri morfologici (alcuni di questi caratteri rappresentano delle sinapomorfie per il gruppo - vedi più sotto):
- la presenza nelle zone intercostali delle foglie di fibre sclerenchimatiche;
- disuguaglianze anatomiche dei margini delle lamine fogliari;
- la presenza di papille (rifrangenti) nelle cellule epidermiche fogliari (vedi sopra);
- foglie con una singola nervatura centrale;
- la faccia abassiale delle lamine del fogliame ha una striscia marginale, squamata, verde.

La struttura filogenetica della sottotribù è individuata da quattro cladi principali:
- clade I: (chiamato "Glaziophyton + Cambajuva") è il clade "basale" della sottotribù e quindi è "gruppo fratello" al resto dei cladi. Questo gruppo è definito dai seguenti caratteri: (1) i rami dell'infiorescenza (eretti) sono appressati al rachide; (2) le foglie del fogliame hanno un portamento eretto e sono fortemente tassellate nella faccia abassiale; (3) nel mesofillo (strato interno della foglia tra le due epidermidi) le cellule fusiformi sono assenti. I caratteri 2 e 3 sono delle sinapomorfie per questo clade. L'unica specie del genere monotipo Cambajuva tradizionalmente era descritta all'interno del genere Aulonemia; in realtà una recente ricerca ha evidenziato che questo taxon è morfologicamente e filogeneticamente distinto dalle altre specie di Aulonemia.[23]

I rimanenti (sottoelenacati) cladi sono caratterizzati da pseudo-piccioli riflessi (arcuati) e dalle foglie quasi decidue. Questi cladi anche se sono moderatamente supportati dalle analisi di tipo filogenetico sulle sequenze molecolari dei cloroplasti, non hanno nessun carattere morfologico diagnostico rilevante.
- clade II: (chiamato '"Arthrostylidium clade") è composto dai seguenti generi: Arthrostylidium, Rhipidocladum, Didymogonyx e Elytrostachys. Arthrostylidium è polifiletico.
- clade III: (chiamato  "Aulonemia clade") è composto dai seguenti generi: Aulonemia e Colanthelia; inoltre sono inseriti in questo clade due specie di Arthrostylidium. Aulonemia come tradizionalmente è circoscritto è polifiletico. Aulonemia diventa parafiletico se una specie è trasferita a Cambajuva e due specie a Olmeca (sottotribù Guaduinae). Il subclade Aulonemia + Colanthelia è fortemente supportato (tutte le specie di Colanthelia sono derivate da Aulonemia).
- clade IV: (chiamato "Merostachys clade") è composto dai seguenti generi: Actinocladum, Merostachys, Alvimia, Atractantha e Filgueirasia. In questo clade i due generi Actinocladum e Merostachys formano un "gruppo fratello" e sono fortemente supportati dai dati molecolari e morfologici (i cariossidi hanno il rivestimento del seme libero dal pericarpo e i rami sono a forma di ventaglio). Anche la coppia Alvimia e Atractantha è fortemente supportata.

Il seguente cladogramma, tratto dallo studio citato e semplificato, mostra l'attuale conoscenza filogenetica della sottotribù:
|  | Actinocladum |
|  |              |
|  | Merostachys  |
|  |              |

|  | \| \| Alvimia \| \| \| \| \| \| Atractantha \| \| \| \| |
|  |                                                         |
|  | Filgueirasia                                            |
|  |                                                         |
|  | Alvimia                                                 |
|  |                                                         |
|  | Atractantha                                             |
|  |                                                         |

|  | Alvimia     |
|  |             |
|  | Atractantha |
|  |             |

|  | Actinocladum |
|  |              |
|  | Merostachys  |
|  |              |

|  | \| \| Alvimia \| \| \| \| \| \| Atractantha \| \| \| \| |
|  |                                                         |
|  | Filgueirasia                                            |
|  |                                                         |
|  | Alvimia                                                 |
|  |                                                         |
|  | Atractantha                                             |
|  |                                                         |

|  | Alvimia     |
|  |             |
|  | Atractantha |
|  |             |

|  | Arthrostylidium (2 specie) |
|  |                            |
|  | Aulonemia/Colanthelia      |
|  |                            |

|  | Actinocladum |
|  |              |
|  | Merostachys  |
|  |              |

|  | \| \| Alvimia \| \| \| \| \| \| Atractantha \| \| \| \| |
|  |                                                         |
|  | Filgueirasia                                            |
|  |                                                         |
|  | Alvimia                                                 |
|  |                                                         |
|  | Atractantha                                             |
|  |                                                         |

|  | Alvimia     |
|  |             |
|  | Atractantha |
|  |             |

|  | Actinocladum |
|  |              |
|  | Merostachys  |
|  |              |

|  | \| \| Alvimia \| \| \| \| \| \| Atractantha \| \| \| \| |
|  |                                                         |
|  | Filgueirasia                                            |
|  |                                                         |
|  | Alvimia                                                 |
|  |                                                         |
|  | Atractantha                                             |
|  |                                                         |

|  | Alvimia     |
|  |             |
|  | Atractantha |
|  |             |

|  | Arthrostylidium (2 specie) |
|  |                            |
|  | Aulonemia/Colanthelia      |
|  |                            |

|  | Arthrostylidium/Rhipidocladum                                                   |
|  |                                                                                 |
|  | \| \| Arthrostylidium/Rhipidocladum \| \| \| \| \| \| Elytrostachys \| \| \| \| |
|  |                                                                                 |
|  | Rhipidocladum                                                                   |
|  |                                                                                 |
|  | Arthrostylidium/Rhipidocladum                                                   |
|  |                                                                                 |
|  | Elytrostachys                                                                   |
|  |                                                                                 |

|  | Arthrostylidium/Rhipidocladum |
|  |                               |
|  | Elytrostachys                 |
|  |                               |

|  | Actinocladum |
|  |              |
|  | Merostachys  |
|  |              |

|  | \| \| Alvimia \| \| \| \| \| \| Atractantha \| \| \| \| |
|  |                                                         |
|  | Filgueirasia                                            |
|  |                                                         |
|  | Alvimia                                                 |
|  |                                                         |
|  | Atractantha                                             |
|  |                                                         |

|  | Alvimia     |
|  |             |
|  | Atractantha |
|  |             |

|  | Actinocladum |
|  |              |
|  | Merostachys  |
|  |              |

|  | \| \| Alvimia \| \| \| \| \| \| Atractantha \| \| \| \| |
|  |                                                         |
|  | Filgueirasia                                            |
|  |                                                         |
|  | Alvimia                                                 |
|  |                                                         |
|  | Atractantha                                             |
|  |                                                         |

|  | Alvimia     |
|  |             |
|  | Atractantha |
|  |             |

|  | Arthrostylidium (2 specie) |
|  |                            |
|  | Aulonemia/Colanthelia      |
|  |                            |

|  | Actinocladum |
|  |              |
|  | Merostachys  |
|  |              |

|  | \| \| Alvimia \| \| \| \| \| \| Atractantha \| \| \| \| |
|  |                                                         |
|  | Filgueirasia                                            |
|  |                                                         |
|  | Alvimia                                                 |
|  |                                                         |
|  | Atractantha                                             |
|  |                                                         |

|  | Alvimia     |
|  |             |
|  | Atractantha |
|  |             |

|  | Actinocladum |
|  |              |
|  | Merostachys  |
|  |              |

|  | \| \| Alvimia \| \| \| \| \| \| Atractantha \| \| \| \| |
|  |                                                         |
|  | Filgueirasia                                            |
|  |                                                         |
|  | Alvimia                                                 |
|  |                                                         |
|  | Atractantha                                             |
|  |                                                         |

|  | Alvimia     |
|  |             |
|  | Atractantha |
|  |             |

|  | Arthrostylidium (2 specie) |
|  |                            |
|  | Aulonemia/Colanthelia      |
|  |                            |

|  | Arthrostylidium/Rhipidocladum                                                   |
|  |                                                                                 |
|  | \| \| Arthrostylidium/Rhipidocladum \| \| \| \| \| \| Elytrostachys \| \| \| \| |
|  |                                                                                 |
|  | Rhipidocladum                                                                   |
|  |                                                                                 |
|  | Arthrostylidium/Rhipidocladum                                                   |
|  |                                                                                 |
|  | Elytrostachys                                                                   |
|  |                                                                                 |

|  | Arthrostylidium/Rhipidocladum |
|  |                               |
|  | Elytrostachys                 |
|  |                               |

|  | Cambajuva ulei        |
|  |                       |
|  | Glaziophyton mirabile |
|  |                       |

|  | Actinocladum |
|  |              |
|  | Merostachys  |
|  |              |

|  | \| \| Alvimia \| \| \| \| \| \| Atractantha \| \| \| \| |
|  |                                                         |
|  | Filgueirasia                                            |
|  |                                                         |
|  | Alvimia                                                 |
|  |                                                         |
|  | Atractantha                                             |
|  |                                                         |

|  | Alvimia     |
|  |             |
|  | Atractantha |
|  |             |

|  | Actinocladum |
|  |              |
|  | Merostachys  |
|  |              |

|  | \| \| Alvimia \| \| \| \| \| \| Atractantha \| \| \| \| |
|  |                                                         |
|  | Filgueirasia                                            |
|  |                                                         |
|  | Alvimia                                                 |
|  |                                                         |
|  | Atractantha                                             |
|  |                                                         |

|  | Alvimia     |
|  |             |
|  | Atractantha |
|  |             |

|  | Arthrostylidium (2 specie) |
|  |                            |
|  | Aulonemia/Colanthelia      |
|  |                            |

|  | Actinocladum |
|  |              |
|  | Merostachys  |
|  |              |

|  | \| \| Alvimia \| \| \| \| \| \| Atractantha \| \| \| \| |
|  |                                                         |
|  | Filgueirasia                                            |
|  |                                                         |
|  | Alvimia                                                 |
|  |                                                         |
|  | Atractantha                                             |
|  |                                                         |

|  | Alvimia     |
|  |             |
|  | Atractantha |
|  |             |

|  | Actinocladum |
|  |              |
|  | Merostachys  |
|  |              |

|  | \| \| Alvimia \| \| \| \| \| \| Atractantha \| \| \| \| |
|  |                                                         |
|  | Filgueirasia                                            |
|  |                                                         |
|  | Alvimia                                                 |
|  |                                                         |
|  | Atractantha                                             |
|  |                                                         |

|  | Alvimia     |
|  |             |
|  | Atractantha |
|  |             |

|  | Arthrostylidium (2 specie) |
|  |                            |
|  | Aulonemia/Colanthelia      |
|  |                            |

|  | Arthrostylidium/Rhipidocladum                                                   |
|  |                                                                                 |
|  | \| \| Arthrostylidium/Rhipidocladum \| \| \| \| \| \| Elytrostachys \| \| \| \| |
|  |                                                                                 |
|  | Rhipidocladum                                                                   |
|  |                                                                                 |
|  | Arthrostylidium/Rhipidocladum                                                   |
|  |                                                                                 |
|  | Elytrostachys                                                                   |
|  |                                                                                 |

|  | Arthrostylidium/Rhipidocladum |
|  |                               |
|  | Elytrostachys                 |
|  |                               |

|  | Actinocladum |
|  |              |
|  | Merostachys  |
|  |              |

|  | \| \| Alvimia \| \| \| \| \| \| Atractantha \| \| \| \| |
|  |                                                         |
|  | Filgueirasia                                            |
|  |                                                         |
|  | Alvimia                                                 |
|  |                                                         |
|  | Atractantha                                             |
|  |                                                         |

|  | Alvimia     |
|  |             |
|  | Atractantha |
|  |             |

|  | Actinocladum |
|  |              |
|  | Merostachys  |
|  |              |

|  | \| \| Alvimia \| \| \| \| \| \| Atractantha \| \| \| \| |
|  |                                                         |
|  | Filgueirasia                                            |
|  |                                                         |
|  | Alvimia                                                 |
|  |                                                         |
|  | Atractantha                                             |
|  |                                                         |

|  | Alvimia     |
|  |             |
|  | Atractantha |
|  |             |

|  | Arthrostylidium (2 specie) |
|  |                            |
|  | Aulonemia/Colanthelia      |
|  |                            |

|  | Actinocladum |
|  |              |
|  | Merostachys  |
|  |              |

|  | \| \| Alvimia \| \| \| \| \| \| Atractantha \| \| \| \| |
|  |                                                         |
|  | Filgueirasia                                            |
|  |                                                         |
|  | Alvimia                                                 |
|  |                                                         |
|  | Atractantha                                             |
|  |                                                         |

|  | Alvimia     |
|  |             |
|  | Atractantha |
|  |             |

|  | Actinocladum |
|  |              |
|  | Merostachys  |
|  |              |

|  | \| \| Alvimia \| \| \| \| \| \| Atractantha \| \| \| \| |
|  |                                                         |
|  | Filgueirasia                                            |
|  |                                                         |
|  | Alvimia                                                 |
|  |                                                         |
|  | Atractantha                                             |
|  |                                                         |

|  | Alvimia     |
|  |             |
|  | Atractantha |
|  |             |

|  | Arthrostylidium (2 specie) |
|  |                            |
|  | Aulonemia/Colanthelia      |
|  |                            |

|  | Arthrostylidium/Rhipidocladum                                                   |
|  |                                                                                 |
|  | \| \| Arthrostylidium/Rhipidocladum \| \| \| \| \| \| Elytrostachys \| \| \| \| |
|  |                                                                                 |
|  | Rhipidocladum                                                                   |
|  |                                                                                 |
|  | Arthrostylidium/Rhipidocladum                                                   |
|  |                                                                                 |
|  | Elytrostachys                                                                   |
|  |                                                                                 |

|  | Arthrostylidium/Rhipidocladum |
|  |                               |
|  | Elytrostachys                 |
|  |                               |

|  | Cambajuva ulei        |
|  |                       |
|  | Glaziophyton mirabile |
|  |                       |

La variabilità morfologica delle specie di questo gruppo è notevole e si può presentare nei seguenti caratteri:
- gli allungamenti degli internodi presentano schemi diversi;
- le lamine delle foglie del culmo possono essere erette o riflesse:
- la forma dei "profilli" (particolari brattee a protezione dell'infiorescenza) può essere triangolare o cordata;
- è variabile il numero e il disegno dei rami in ciascun nodo;
- l'architettura dell'infiorescenza è ramificata o non ramificata, capitata o meno;
- la presenza di spighette normali o pseudospighette;
- nel cariosside l'involucro esterno può essere separabile dal pericarpo o meno, e il pericarpo è carnoso o meno.

Le sinapomorfie per questo gruppo sono:
- sulla superficie della lamina fogliare è presente della cera distribuita in modo diseguale, lasciando sul lato abassiale uno stretto settore marginale con cera nulla o ridotta;
- nelle regioni intercostali del mesofillo (strato interno della foglia tra le due epidermidi) sono presenti delle fibre sclerechimatiche;
- la venatura mediana (o centrale) è formata da un unico fascio vascolare.

Altre sinapomorfie sono presenti nel sottogruppo "Glaziophyton + Cambajuva" (clade I):
- Glaziophyton: il midollo è compartimentato; il primo internodo è molto lungo (gli altri sono più brevi).
- Cambajuva: il tipo di papille rifrangenti delle cellule epidermiche fogliari sono mancanti.

Queste sinapomorfie sono relative al II, III e IV clade:
- Actinocladum: e foglie del fogliame sono riflesse (arcuate)..
- Alvimia: gli stami sono 2; i frutti sono carnosi.
- Atractantha: i fiori sono esili, duri, appuntiti e aghiformi.
- Didymogonyx: i "profilli" hanno delle forme cordate.
- Elytrostachys:  le fimbrie delle guaine sono lunghe 2 – 8 cm.
- Filgueirasia: le foglie del fogliame sono erette.
- Merostachys: le infiorescenze, unilaterali, non sono ramificate; le spighette densamente affollate, sono sessili o su brevi pedicelli.
- Myriocladus: gli internodi spesso sono disuguali in lunghezza.

La sottotribù Arthrostylidiinae nell'ambito della tribù Bambuseae è descritta all'interno del "clade neotropicale" (insieme alle sottotribù Chusqueinae e Guaduinae) e risulta "gruppo fratello" del resto delle Bambuseae tropicali.
Il gruppo "neotropicale" dei bambù legnosi (e la sottotribù di questa voce) ha incominciato a rendersi indipendente, da un punto di vista evolutivo, dalla tribù Bambuseae approssimativamente tra 27,0 e i 23,9 milioni di anni fa.